# Тандем Медведев — Путин

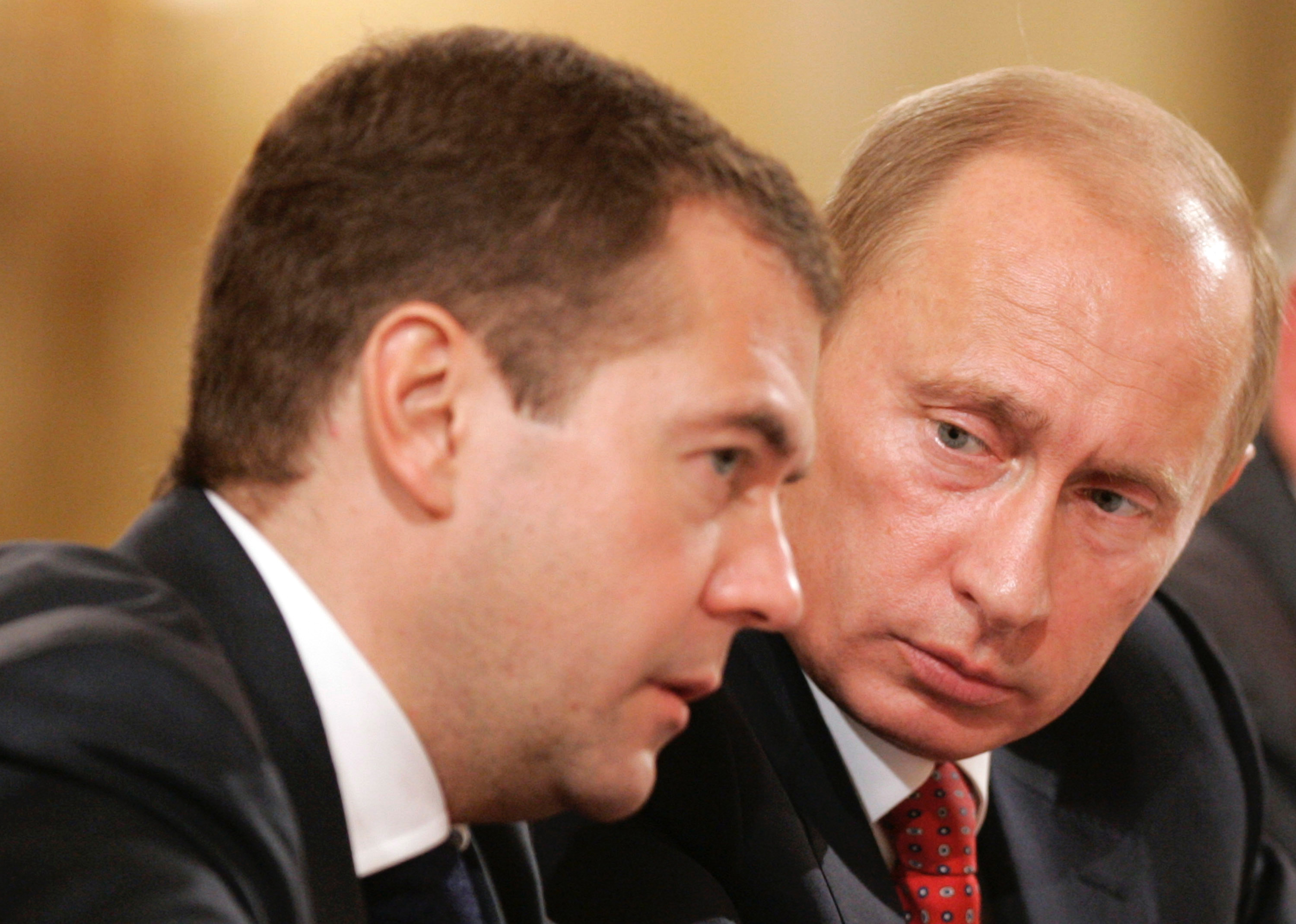
Дмитрий Медведев и Владимир Путин в 2008 году

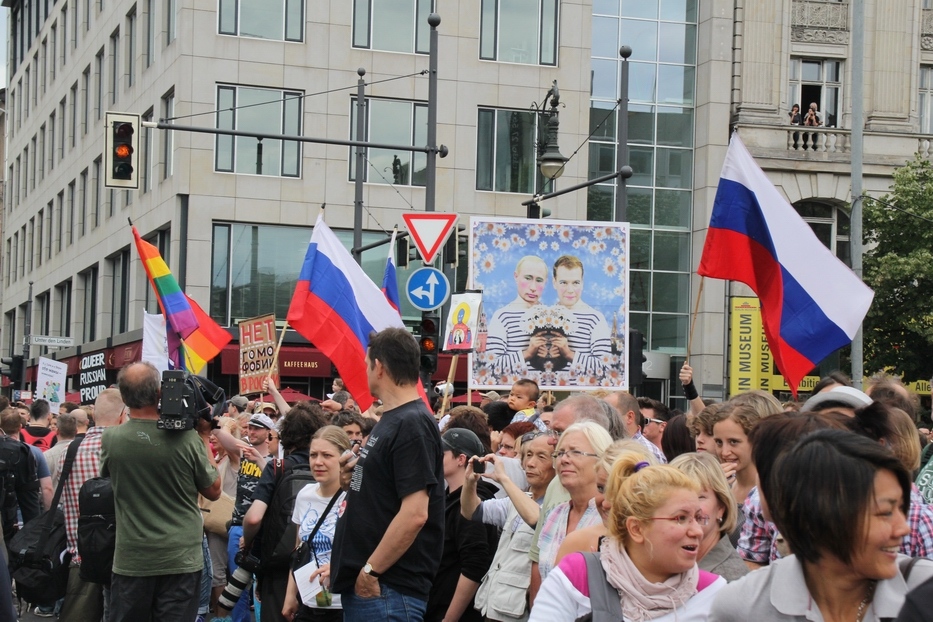
«Тандем» на транспаранте в поддержку ЛГБТ

«Тандем Медведев — Путин» (или «тандем Путин — Медведев») — условное название совместного руководства Россией Дмитрием Медведевым и Владимиром Путиным в период с 2008 по 2020 год. Главным образом, название касается периода президентства Медведева в 2008—2012 годах.
В 2008 году Путин, которому по Конституции было запрещено занимать пост президента России третий срок подряд, занял пост Председателя Правительства РФ при президенте Дмитрии Медведеве.
Когда Медведев вступил в должность президента, было много споров о том, каким он будет руководителем страны. Хотя должность Председателя Правительства номинально является подчинённой президенту, мнения расходятся относительно того, в какой степени Путин был фактическим лидером в этот период. Одни аналитики предположили, что это было «тандемное» президентство, подразумевающее своего рода разделение власти между Медведевым и Путиным. Другие, однако, предположили, что гораздо более вероятно, что Медведев не обладал реальной властью в период своего президентства.
На президентских выборах 2008 года Дмитрий Медведев был избран президентом, набрав 70,28 % голосов. Он был выдвинут кандидатом от четырёх российских политических партий и во время предвыборной кампании пообещал назначить Путина на пост Председателя Правительства РФ. 
На президентских выборах 2012 года Путин был переизбран президентом, а Медведев назначен Председателем Правительства. В политической дискуссии этот феномен получил название «рокировка».
15 января 2020 года, после оглашения послания Владимира Путина Федеральному собранию, Дмитрий Медведев объявил об отставке правительства. Таким образом, многолетний тандем, когда один из них — президент, другой — председатель правительства, закончился. Тем не менее, в интервью ТАСС Путин опроверг предположение о том, что его «тандем» с Дмитрием Медведевым распался.

## Мнения

### Путин фактически управляет Россией
Комментаторы, аналитики и некоторые политики в 2008 году и в начале 2009 года соглашались с тем, что передача президентских полномочий, произошедшая 7 мая 2008 года, была только номинальной, и Путин продолжал сохранять за собой реальную власть и быть самым высокопоставленным политиком в стране, где Дмитрий Медведев является номинальным главой или «условным президентом России».
В телеграмме посольства США в России говорилось, что Медведев будет играть роль «Робина для путинского Бэтмена, окружённого командой, лояльной премьеру и проверенной доминированием Путина над законодательной властью и региональными элитами».
В ноябре 2008 года предприниматель и политэммигрант Борис Березовский заявил: «В ближайшее время Путин упускать власть не захочет. И нет никакого тандема, есть шут и диктатор, который как был у власти, так и остался. То, что происходит сейчас, великое мошенничество».
В контексте продолжающегося газового конфликта между Россией и Украиной в начале января 2009 года аналитик Московского центра Карнеги Николай Петров сказал: «То, что мы видим сейчас, — это доминирующая роль Путина. Мы видим в нём настоящего главу государства. <…> Это неудивительно. Мы до сих пор живём в путинской России».
1 февраля 2009 года в аналитической статье International Herald Tribune говорилось: «Путин по-прежнему считается верховным лидером России, но, взяв на себя титул премьер-министра, он, возможно, лишил себя подручного».
Когда в 2011 году Путин объявил, что снова будет баллотироваться на пост президента, The Washington Post писала, что Путин «всегда был у власти», а The New York Times назвала Медведева «слабым руководителем», на чьи инициативы всегда можно было наложить вето.

### Одинаковый уровень власти у Медведева и Путина
Некоторые российские обозреватели и аналитики говорили о «тандеме Медведева-Путина» или «тандемократии Медведева-Путина».
Накануне выборов 2008 года политологи Глеб Павловский и Станислав Белковский обсуждали будущую конфигурацию власти. По словам Павловского, людей очень бы устроил вариант союза Путина и Медведева «по типу двух консулов Рима». Белковский назвал Медведева «президентом мечты», имея в виду начало 1990-х, когда люди якобы мечтали о том времени, когда они «будут жить без засилья идеологии, а во главе страны станет обычный человек».
В августе 2008 года в интервью Der Spiegel бывший канцлер Германии Герхард Шрёдер высказал своё мнение о руководстве Путиным и Медведевым: «В России достаточно внутренних проблем, которые необходимо решать. <…> Президент Медведев и премьер-министр Путин решают эти проблемы — вместе, кстати, в дружбе и взаимном уважении, а не в соперничестве друг с другом, как часто намекают журналистские гадалки».
В конце 2008 года «Независимая газета» высказала мнение, что Россией руководит тандем. Она подчеркнула, что наивно гадать, кто более важная фигура, ведь Медведев и Путин — единомышленники, и оба политика находятся в тяжёлом положении: Медведев столкнулся с кризисом и войной, в ситуации, когда трудно оставаться либеральным, в то время как Путин как глава правительства отвечает за социально-экономические вопросы в условиях кризиса, что считается снижением его рейтинга. Издание отметило, что Путин пока ещё самый опытный политик в России с огромным влиянием. Газета указывала на своеобразное новшество в политической жизни России: президент не имеет права критиковать ни премьер-министра, ни правительство, ни министров; при этом Государственная дума, в свою очередь, не в состоянии критиковать кабинет премьера.

### Вопрос самостоятельности Медведева
Профессор Стэнфордского университета Кэтрин Элизабет Стоунер-Вайз сказала: «В 2008 году Медведев пришёл к власти с главным мандатом — не отходить от поставленного Путиным политического курса». Однако, по словам Стоунер-Вайз, с тех пор произошли события, которые были вне контроля тандема Медведев-Путин. Одно из таких событий — экономический кризис. По словам Стоунер-Вайз, именно в ответ на кризис Медведев стал ответственным за политику «модернизации» экономики. Затрагивая тему выборов в России, профессор заявила: «Выборы важны для тандема, но они совершенно не имеют никакого значения для населения в общем, поскольку выборы ничего для населения не решают».
По мнению профессора Гарвардского университета Тимоти Колтона, Медведев продолжал играть роль «младшего» политика на фоне популярности Владимира Путина. Как отмечает эксперт, картина отношений между президентом и премьер-министром (по состоянию на 2010 год) немного более расплывчата, несмотря на то, что между ними наблюдается чёткое разделение труда: «Высказывания Медведева иногда идут в противовес политике Путина. Но за всё время правления президент не сделал почти никаких изменений в кадровой политике страны, за исключением ротации губернаторов и отстранения мэра Москвы Лужкова». Профессор Калифорнийского университета в Беркли Стивен Фиш соглашается с таким мнением. Он считает, что влияние Медведева нисколько не увеличилось за время его правления, и он остаётся «слабым президентом»: «Медведев не оставил за собой никаких следов, тогда как Путин сохранил свою популярность, несмотря на экономический кризис». Оппозиционный политик Борис Немцов сказал The Washington Post, что увольнение Лужкова означает, что «у Медведева есть шанс стать настоящим президентом».
Профессор Университета Джорджа Вашингтона Генри Хейл считает, что тандем Медведева и Путина оказался достаточно устойчивым, но он усилил закрытость правящих кругов; правление Медведева показало, насколько Путин сумел усилить своё неформальное влияние в политике.
Как отмечали Кристиан Ниф и Маттиас Шепп из Der Spiegel в октябре 2011 года, Путин мог «унизить президента, когда ему заблагорассудится» благодаря своим доминирующим личным отношениям с Медведевым.
Немецкие политологи отмечают, что политический вес Медведева резко снизился, а он в качестве главы правительства стал менее самостоятельным, чем был даже в 2012 году, когда передал пост президента Путину. Специалист по Восточной Европе, профессор истории из Кёльнского университета Герхард Зимон считает, что особенность роли Медведева в политике — быть «первым слугой своего господина».

### Термин «тандем»
Научный сотрудник немецкого Фонда «Наука и политика» Янис Клуге заявил, что слово «тандем» — плохое слово для описания отношений между Путиным и Медведевым: «В этом тандеме чётко определены роли: Путин всем управляет, а Медведев — куда менее значимая фигура и выполняет лишь чётко обозначенную функцию. Их позиции предельно асимметричные».

### Опросы
Председатель правительства Владимир Путин, хотя и занимал менее значимую с конституционной точки зрения должность, по-прежнему считался несколько более популярным политиком (83 % одобрения в январе 2009 года), чем президент Дмитрий Медведев (75 % одобрения в январе 2009 года).
Согласно опросу, проведённому Левада-Центром, в феврале 2009 года 23 % людей считали, что реальная власть в стране принадлежит Медведеву, 20 % считали, что принадлежит Путину, 41 % считали, что Путин и Медведев имеют равные доли власти, а 16 % не ответили. В январе 2009 года 11 % опрошенных россиян считали, что реальная власть в России принадлежит Медведеву, 32 % считали, что принадлежит Путину, 50 % считали, что реальная власть принадлежит и Медведеву, и Путину, а 7 % ответили, что не знают. Таким образом, количество людей, считавших Медведева реальным руководителем государства, сократилось вдвое, а рейтинг одобрения Путина упал до 48 % с 62 % за тот же период.

## События в Ливии
17 марта 2011 года на фоне начавшейся гражданской войны в Ливии Совет Безопасности ООН принял резолюцию, которая создала правовую базу для военного вмешательства иностранных государств в дела Ливии, что в конце того же года привело к свержению режима Муаммара Каддафи. Россия воздержалась от голосования по резолюции, что фактически являлось молчаливым согласием с международной интервенцией.
21 марта на встрече с рабочими Воткинского завода председатель правительства Путин назвал документ ООН «неполноценным и ущербным», сравнив его с «средневековым призывом к крестовому походу, когда кто-то призывал кого-то идти в определённое место и чего-то освобождать». В тот же день Дмитрий Медведев созвал в Горках встречу с журналистами, на которой заявил, что резолюция ООН в целом отражает «наше понимание происходящего в Ливии», а Россия отказалась от права вето вполне осознанно. Президент также добавил, что «ни в коем случае недопустимо использовать выражения, которые, по сути, ведут к столкновению цивилизаций, типа „крестовых походов“ и так далее. Это неприемлемо. В противном случае всё может закончиться гораздо хуже, чем это происходит сегодня. И об этом должны помнить все».
Пресс-секретарь Владимира Путина Дмитрий Песков заявил, что глава правительства высказал своё личное мнение, а за внешнюю политику отвечает президент. Источник в Кремле прокомментировал изданию «Коммерсантъ», что МИД действует в соответствии с указаниями Дмитрия Медведева.